# Walter Gross (acteur)
Pour les articles homonymes, voir Walter Gross.
Walter Hugo Gross (né le 5 février 1904 à Eberswalde, mort le 17 mai 1989 à Berlin) est un acteur et humoriste allemand.

## Biographie
Fils d'un tailleur, il fait après l'abitur un apprentissage de vendeur. En 1923, il suit des cours à l'école d'art dramatique du Deutsches Theater de Berlin. Après ses débuts en 1926, il joue principalement des rôles comiques. Ainsi au cinéma, où on le voit dans plus de 150 productions à partir de 1933, il a des rôles de figuration.
Cependant ce comique paraît davantage lorsqu'il est humoriste. En raison d'un propos ambigu dans le cabaret Tingel-Tangel-Theater, il est emprisonné pendant deux mois en 1935 et ensuite interdit d'exercer pendant plusieurs mois.
Après la Seconde Guerre mondiale, il poursuit sa carrière dans la troupe de l'émission de radio Die Insulaner et acquiert une célébrité. Dans les films de divertissement du cinéma allemand, Gross incarne l'homme populaire, bon enfant et un peu maladroit, mais encore une fois à l'affût. En tant qu'acteur de synchronisation, il est la voix allemande de Porky Pig.
Walter Gross fait un premier mariage avec l'actrice Lou Seitz.
Après un accident vasculaire cérébral en 1988, Gross décède d'une insuffisance cardiaque à l'âge de 85 ans le 17 mai 1989.

## Filmographie

### Acteur

#### Cinéma
- 1933 : Die Nacht der großen Liebe : Baron Danner
- 1933 : Es war einmal ein Musikus : Herr Winter
- 1933 : Zwei im Sonnenschein : Zwirn
- 1934 : Abschiedswalzer : Waiter (non crédité)
- 1934 : An Evening Visit
- 1934 : Der Herr Senator. Die fliegende Ahnfrau : Wallner jun.
- 1934 : Der Polizeibericht meldet : Schmidt
- 1934 : Herz ist Trumpf : Hans- Joachim Müller
- 1934 : Nordpol - Ahoi!
- 1934 : Old Comrades : Otto Giesenbrecht
- 1934 : Rivalen der Luft - Ein Segelfliegerfilm : Palmström
- 1934 : The Two Seals : Fritz
- 1935 : Régine
- 1936 : Die Stunde der Versuchung : Billy Miller - MacNorris' Freund
- 1936 : Moscou-Shanghai : Manager in Shanghai
- 1936 : My Life Is at Stake : Ernst Torsten
- 1937 : Cabrioles : Bildberichterstatter
- 1937 : Gleisdreieck : Besitzer des Möbelgeschäftes
- 1937 : Wenn du eine Schwiegermutter hast
- 1938 : Frühlingsluft
- 1938 : Les étoiles brillent
- 1938 : Napoleon ist an allem schuld : Reiseführer im Autobus
- 1938 : Petermann ist dagegen : Hubert Herbert Horn - Bibliothekar aus Augsburg
- 1938 : Pieux mensonge : Rundfunkreporter
- 1938 : Verliebtes Abenteuer : Kellner
- 1939 :  Bel-Ami de Willi Forst : Stenotypist
- 1939 : D III 38 : Funker
- 1939 : Das Gewehr über : Reporter des 'Blankenheimer Tageblatt'
- 1939 : Im Namen des Volkes : Egon
- 1939 : Renate im Quartett : Varieté-Regisseur
- 1939 : Umwege zum Glück : Konzertgast (en tant que Walter Groß)
- 1940 : Seitensprünge : Zimmerkellner
- 1941 : Metropol Revue
- 1943 : Ein glücklicher Mensch
- 1943 : Le Chant de la métropole : Ein Berliner an der Strassenbahnhaltestelle
- 1943 : Le Foyer perdu : Kellner in der Hotelbar (non crédité)
- 1944 : Eine kleine Sommermelodie : Paul Gernhaber (en tant que Walter Groß)
- 1944 : J'ai rêvé de toi
- 1945 : Der Mann im Sattel : Arzt
- 1945 : Der Scheiterhaufen
- 1945 : Die Jahre vergehen : Scholtes, Besitzer einer Instrumentenhandlung
- 1945 : Dr. phil. Doederlein
- 1945 : Le Cas Molander
- 1945 : Shiva und die Galgenblume
- 1946 : Peter Voss, der Millionendieb de Karl Anton : Steward der "Poseidon" (non crédité)
- 1946 : Sag' die Wahrheit : Versicherungsagent
- 1946 : Sous les ponts : Man on the bridge
- 1947 : Kein Platz für Liebe
- 1947 : Police Raid : Der flotte Willy
- 1947 : Quax in Afrika
- 1949 : Die Andere : Konrad Kummer
- 1949 : Les Quadrilles multicolores : Conferencier in Schöneberg
- 1949 : Notre pain quotidien : Erster Skeptiker
- 1949 : Nächte am Nil : Aufnahmeleiter Kapitzke der Gigantik-Filmges
- 1949 : Quartett zu fünft : Schelleboom (en tant que Walter Groß)
- 1950 : Bürgermeister Anna : Omnibusfahrgast
- 1950 : Eine seltene Geliebte
- 1950 : La Ville écartelée : Zigarettenschnorrer (non crédité)
- 1950 : Maharadjah malgré lui : Verkäufer
- 1950 : Wenn Männer schwindeln
- 1951 : Durch dick und dünn
- 1951 : Es begann um Mitternacht
- 1951 : Königin einer Nacht : Ganove
- 1951 : Rhythm Inn : Dixieland Band Piano Player
- 1951 : Whirled into Happiness : Feuerwehrmann
- 1952 : Amours, délices et jazz : Paulchen Friese
- 1952 : Der Fürst von Pappenheim : Reklamechef Blumann
- 1952 : Mikosch rückt ein : Fritz Pickelmann, Bursche
- 1952 : Wenn abends die Heide träumt
- 1953 : Das Nachtgespenst : Gustav
- 1953 : Der Onkel aus Amerika : Haberland, Gerichtsvollzieher
- 1953 : Heimlich, still und leise
- 1953 : Hochzeit auf Reisen : Gabor
- 1953 : Schlagerparade : Otto Bonnhoff
- 1953 : So ein Affentheater : Muskat, Klavierstimmer
- 1953 : Von Liebe reden wir später : Sekretär des Standesbeamten
- 1954 : An jedem Finger zehn : Kontrabassist in Bert Martins Orchester
- 1954 : Emile et les détectives : Ein Strassenbahnschaffner
- 1954 : Glückliche Reise
- 1954 : The Faithfull Hussar
- 1955 : Mon premier amour : Kellner Otto
- 1955 : Musik im Blut : Angelika
- 1955 : Wunschkonzert : Lüdecke
- 1956 : Die schöne Meisterin : Rabe
- 1956 : Fuhrmann Henschel : Feriengast
- 1956 : Wenn wir alle Engel wären : Robert
- 1957 : Der kühne Schwimmer : Dr. Hans Sommer - Tierarzt
- 1957 : Die Prinzessin von St. Wolfgang : Reporter
- 1957 : Die Unschuld vom Lande : Dr. Bruno Falke
- 1957 : Drei Mann auf einem Pferd : Felix
- 1957 : Le Renard de Paris : Kleinschmidt
- 1957 : Menace sur Berlin : Kowalke
- 1958 : Der schwarze Blitz : Barkeeper Johnny
- 1958 : Kleine Leute mal ganz groß : Friedrich Wilhelm Wurst (en tant que Walter Groß)
- 1958 : Les Diables verts de Monte Cassino
- 1958 : Mein Mädchen ist ein Postillion
- 1958 : Mein Schatz ist aus Tirol : Gustav Mummelmann
- 1958 : Mikosch, der Stolz der Kompanie : Max Sperling
- 1958 : Zwei Herzen im Mai : Julius Krüger
- 1959 : Immer die Mädchen : Professor Habicht
- 1959 : Ja, so ein Mädchen mit sechzehn : Bertram
- 1959 : Kein Mann zum Heiraten : Baupolizist
- 1959 : Mandolinen und Mondschein
- 1959 : Mikosch im Geheimdienst : Max Sperling
- 1960 : Conny und Peter machen Musik : Maegerli
- 1960 : Gitarren klingen leise durch die Nacht : Paulchen Sperling
- 1960 : La grande vie : Le fakir
- 1960 : Meine Nichte tut das nicht : Rudi
- 1960 : Schlagerparade 1960 : Oska Kellner
- 1961 : Am Sonntag will mein Süsser mit mir segeln gehn : Egon Ackermann, der Neureiche
- 1961 : Blond muß man sein auf Capri : Joseph Gebhard
- 1961 : Davon träumen alle Mädchen : Blatzmann
- 1961 : Immer Ärger mit dem Bett : Windmacher, Abgeordneter
- 1961 : Rêve de jeune fille : Josef
- 1961 : Schön ist die Liebe am Königssee : Paulchen (en tant que Walter Groß)
- 1961 : So liebt und küsst man in Tirol : Emil Schulze
- 1961 : The Phony American : Max
- 1962 : Café Oriental : Prof. Marhold
- 1962 : Die türkischen Gurken : Theo-Maria Neumann
- 1962 : Marriage Bureau Aurora : Herr Bolwieser
- 1962 : Princesse tzigane : Ein Richter
- 1962 : Verrückt und zugenäht : Hugo Kropf
- 1963 : Übermut im Salzkammergut : Gendarm Eckzahn
- 1964 : Die drei Scheinheiligen : Zackl
- 1965 : Die fromme Helene : Gesangslehrer
- 1965 : Die schwedische Jungfrau (de) : Verlagskunde (non crédité)
- 1966 : Hurra, die Rattles kommen : Pop Olsen (en tant que Walter Groß)
- 1971 : Das haut den stärksten Zwilling um : Mathelehrer
- 1974 : Auch ich war nur ein mittelmäßiger Schüler : Oskar Kunzfeld
- 1974 : Einer von uns beiden : Grandpa Melzer

#### Courts-métrages
- 1934 : Am Telefon wird gewünscht
- 1934 : Bitte ein Autogramm!
- 1934 : Bums, der Scheidungsgrund
- 1934 : Der Mann mit dem Affen
- 1934 : Die einsame Villa
- 1936 : Du bist so schön, Berlinerin
- 1937 : Die Bombenidee
- 1937 : Frauen wollen betrogen sein
- 1937 : Herkules
- 1938 : Das verlorene Lächeln
- 1938 : Der Schein trügt
- 1938 : Der eingebildete Kranke
- 1938 : Kriminalfall Erich Lemke
- 1939 : Der Mann mit dem Plan
- 1939 : Ein schwieriger Fall
- 1939 : Familie auf Bestellung
- 1939 : In Sachen Herder contra Brandt
- 1944 : Auf Pirschgang
- 1951 : Nicht stören! - Funktionärsversammlung

#### Télévision
Séries télévisées
- 1960 : Guten Abend! : Various (Sketch Partner)
- 1965 : Melodien aus Amerika
- 1965-1966 : Unser Pauker : Otto Janitz
- 1966 : Förster Horn : Herr Möller
- 1967-1968 : Die Witzakademie : Schüler / Student
- 1969 : Der rasende Lokalreporter
- 1970 : Der Kurier der Kaiserin : Müller
- 1970-1973 : Drüben bei Lehmanns : Paul Lehmann
- 1972 : Hei-Wi-Tip-Top
- 1975 : Beschlossen und verkündet : Nachtwächter Kruse
- 1975 : Der Kommissar : Zeuge
- 1976 : Inspecteur Derrick : Herr Pöllmann
- 1976 : Unter einem Dach : Eugen
- 1977-1984 : Drei Damen vom Grill : Oskar Hübner
- 1978 : Der rostrote Ritter
- 1978-1985 : Le renard : Oskar Mosse / Buchhändler
- 1980 : Leute wie du und ich
- 1982 : Georg Thomallas Geschichten
- 1984 : Jakob und Adele : Jacobs Freund
- 1984 : Turf
- 1985 : Alte Gauner : Altenheimbewohner

Téléfilms
- 1953 : Ein Abend von RIAS Berlin I. Günter Neumann und seine Insulaner
- 1955 : Musik für Fridolin
- 1956 : Hurra für Gina : Howard
- 1959 : Nelson-Premiere
- 1962 : Gasparone : Herr Baedeker
- 1963 : Berlin-Melodie
- 1963 : Bezauberndes Fräulein : Felix
- 1963 : Die Safeknacker-Suite : Schimmel
- 1963 : Hunderttausend Taler : Bullrig
- 1964 : Anruf aus Zürich : Karsunke
- 1965 : Rosemarie : Corporal Herman
- 1966 : Der Varietéstar Otto Reutter
- 1967 : Herr Anton in der Wüste : Der Scheich
- 1967 : Im Ballhaus ist Musike - Ein Altberliner Tanzvergnügen : Egon Kullermeier
- 1967 : Mit guten Vorsätzen
- 1968 : Pension Schöller : Schöller
- 1969 : Hunderttausend Taler : Bullrig
- 1969 : Sing, Sing, Sing: Eine Jacob-Sisters Show
- 1971 : Glückspilze
- 1975 : Ein Fall für Sie! - Sonnenschein bis Mitternacht : Herr Dürrlink
- 1982 : Mein Sohn, der Minister
- 1983 : Die Beine des Elefanten : Martins Vater
- 1983 : Zausel
- 1983 : Zwei Tote im Sender und Don Carlos im Pogl
- 1985 : Paulchen : Paul Hinz
- 1993 : Pension Schöller

### Parolier

#### Cinéma
- 1958 : Mikosch, der Stolz der Kompanie

## Crédit d'auteurs
- (de) Cet article est partiellement ou en totalité issu de l’article de Wikipédia en allemand intitulé « Walter Gross (Schauspieler) » (voir la liste des auteurs).